# Jan Preisler

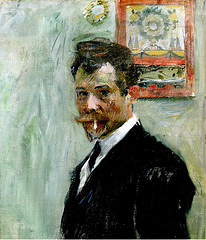
Zelfportret met sigaret

Jan Preisler (Popovice, 17 februari 1872 – Praag, 27 april 1918) was een Tsjechisch kunstschilder. Hij wordt beschouwd als een van de grondleggers van de moderne Tsjechische kunst.

## Leven en werk
Preisler werd geboren als zoon van een smid. Als jongen was hij een eenling en trok hij de aandacht met zijn tekeningen. Met steun van zijn schooldirecteur kon hij in 1887 gaan studeren aan de Kunstnijverheidsschool te Praag, waar hij zich definitief zou vestigen. Hij was er een leerling van František Ženíšek.

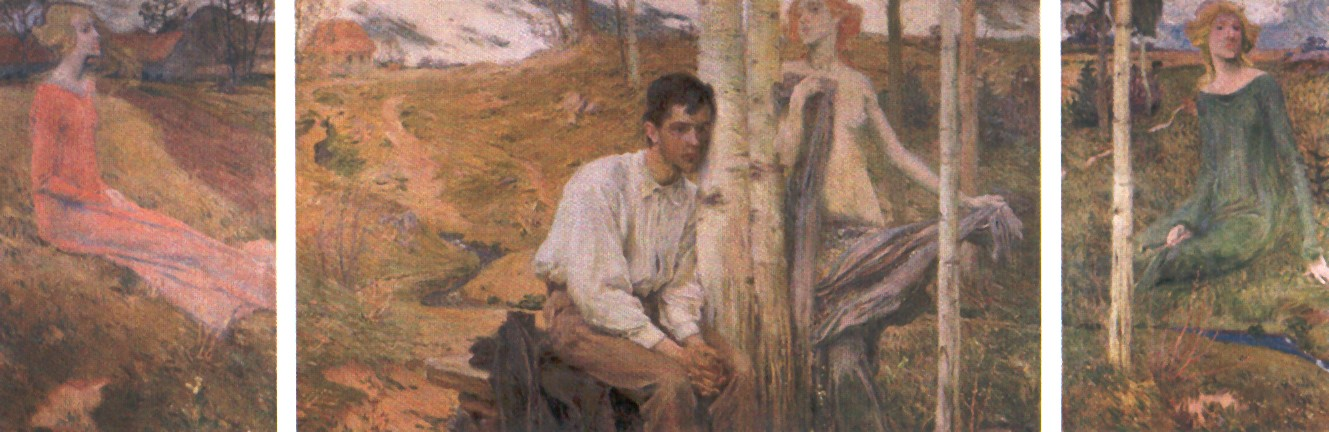
Jaro, drieluik, 1900

Preisler koos vanaf 1895 voor een modernistische stijl, meer in het bijzonder voor het symbolisme (onder invloed van Edvard Munch), op een impressionistische leest (onder invloed van Paul Cézanne). Behalve als schilder werkte hij ook als illustrator en affiche-ontwerper. In samenwerking met de architect Jan Kotěra maakte hij diverse muur- en plafondschilderingen, onder meer voor het stadhuis te Praag.
In 1898 kwam Preisler in contact met het kunstenaarsgenootschap Mánes, waarvoor hij diverse malen exposeerde. In 1900 was hij met enkele werken aanwezig op de Wereldtentoonstelling van 1900 te Parijs.
Van 1902 tot 1904 reisde hij met kunstschilder Antonín Hudeček door Italië. Op de terugweg ontmoette hij Auguste Rodin te Wenen. Hij maakte onder andere muurschilderingen voor Kotěra’s Grand Hotel in Hradec Králové. In 1906 verbleef hij in Parijs, waar hij in contact kwam met Paul Gauguin en onder de invloed raakte van het fauvisme.
Van 1913 tot 1918 was Preisler professor aan de Praagse Kunstacademie. In 1914 huwde hij Božena Pallasová, met wie hij twee kinderen kreeg. Hij overleed in 1918 op 46-jarige leeftijd aan een longontsteking.

## Galerij

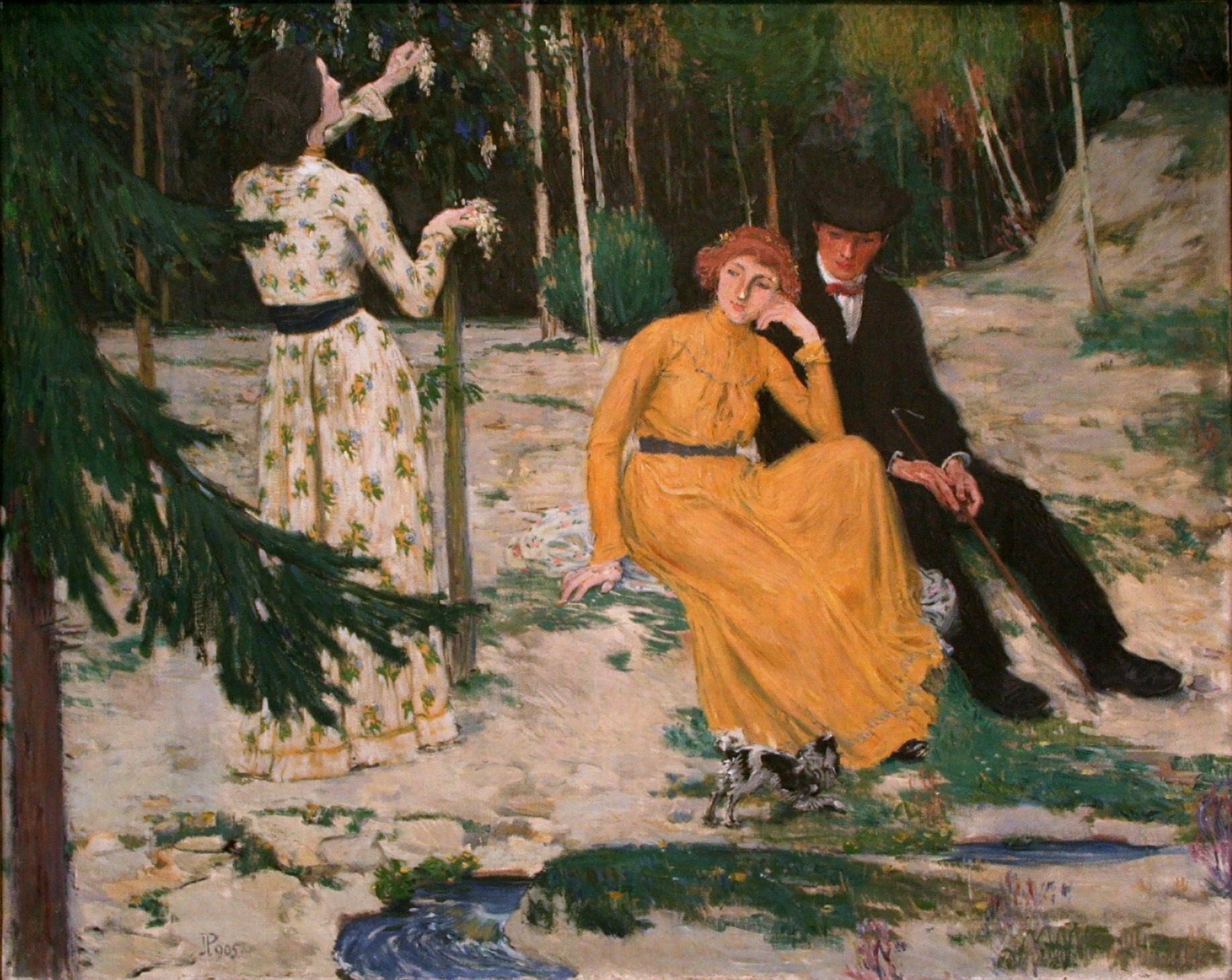
Geliefden
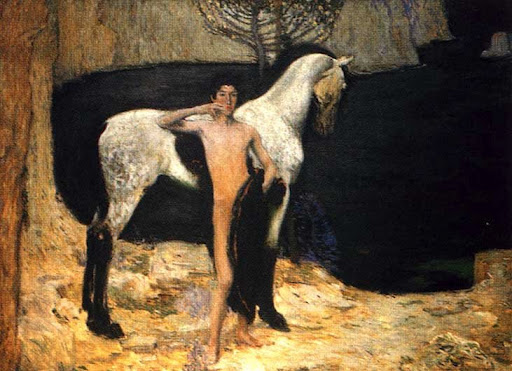
Het zwarte meer
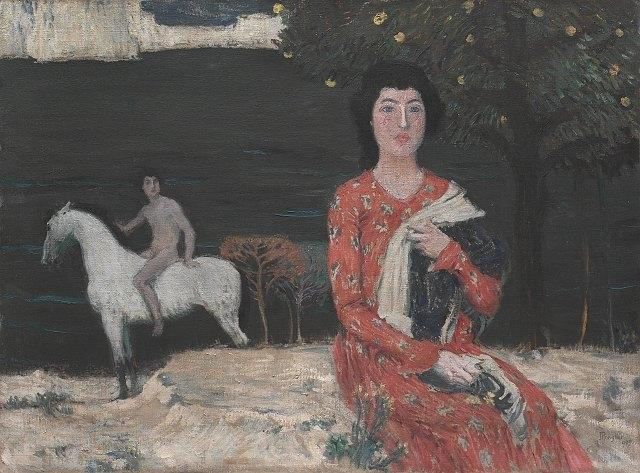
Vrouw en ruiter bij het meer
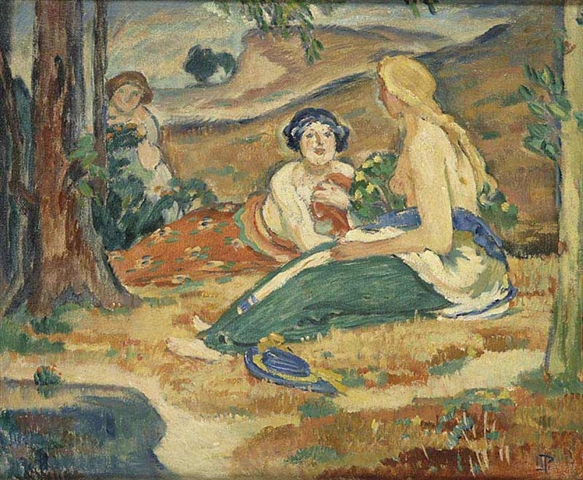
Baadsters (studie)
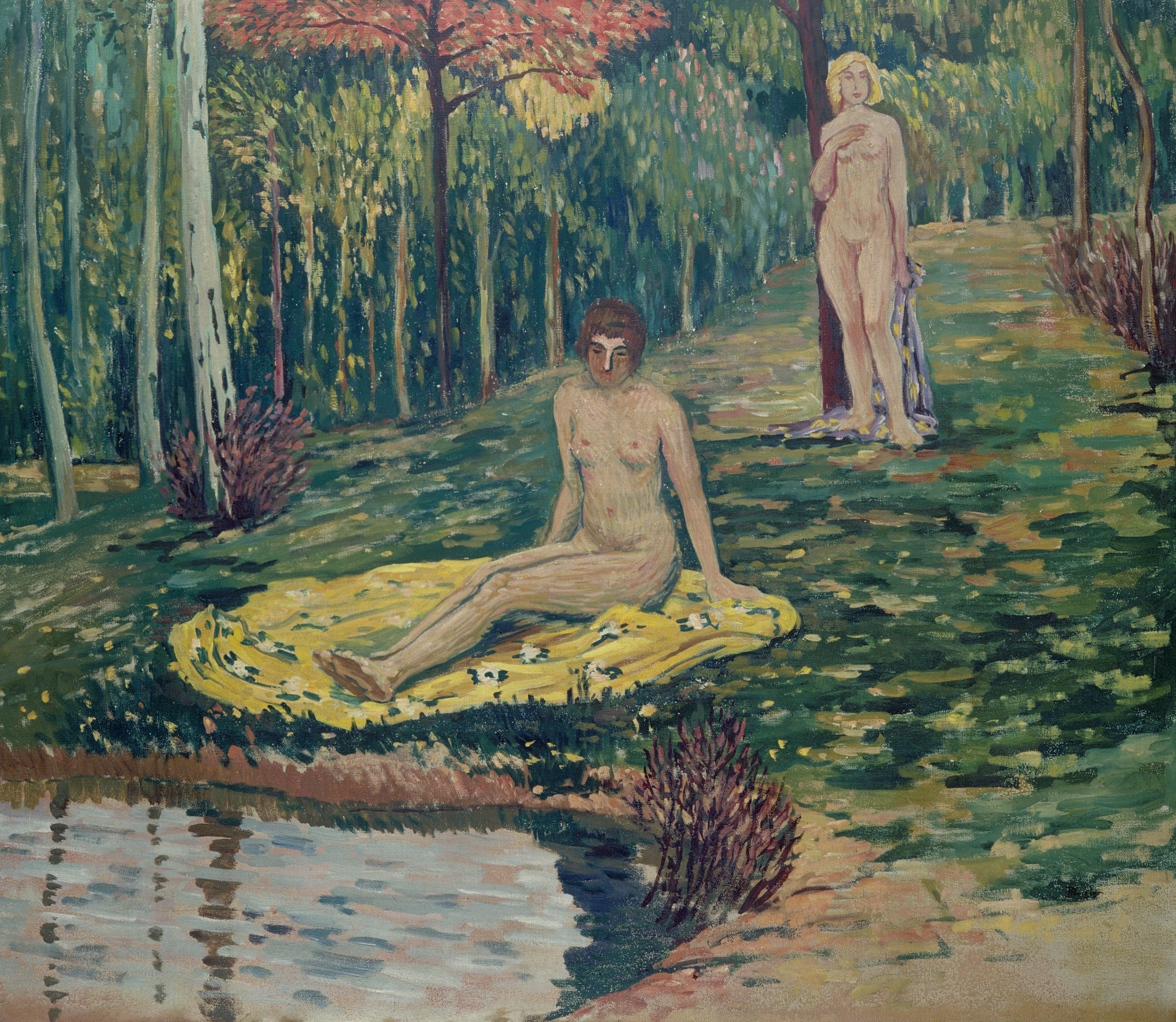
Baadsters
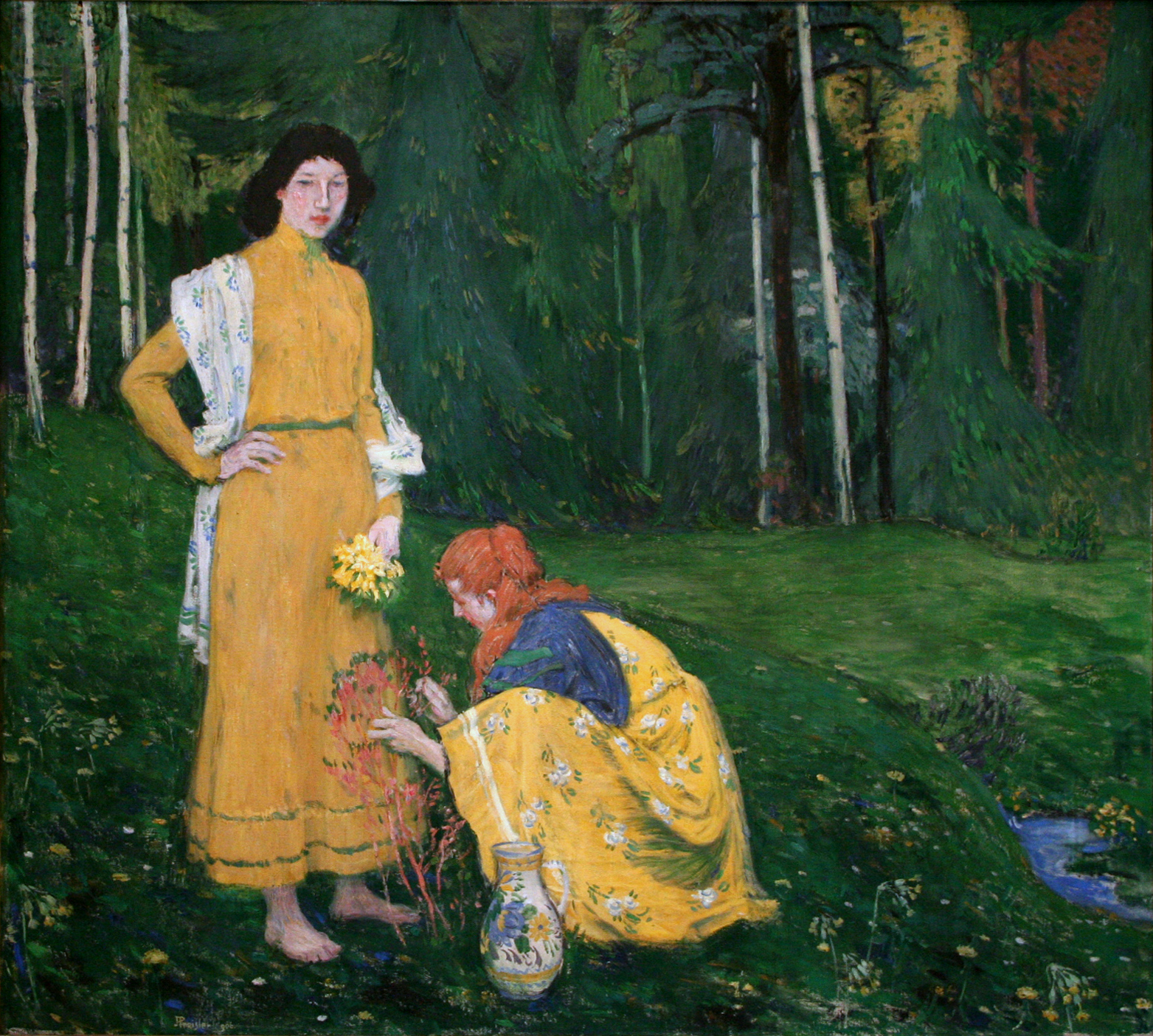
Lente
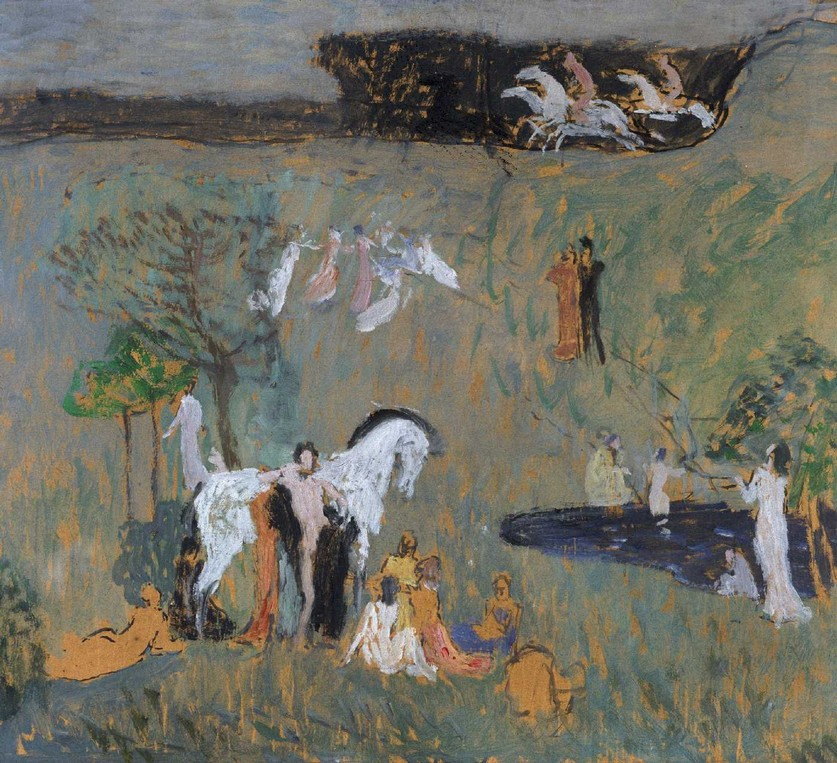
Compositie met een wit paard
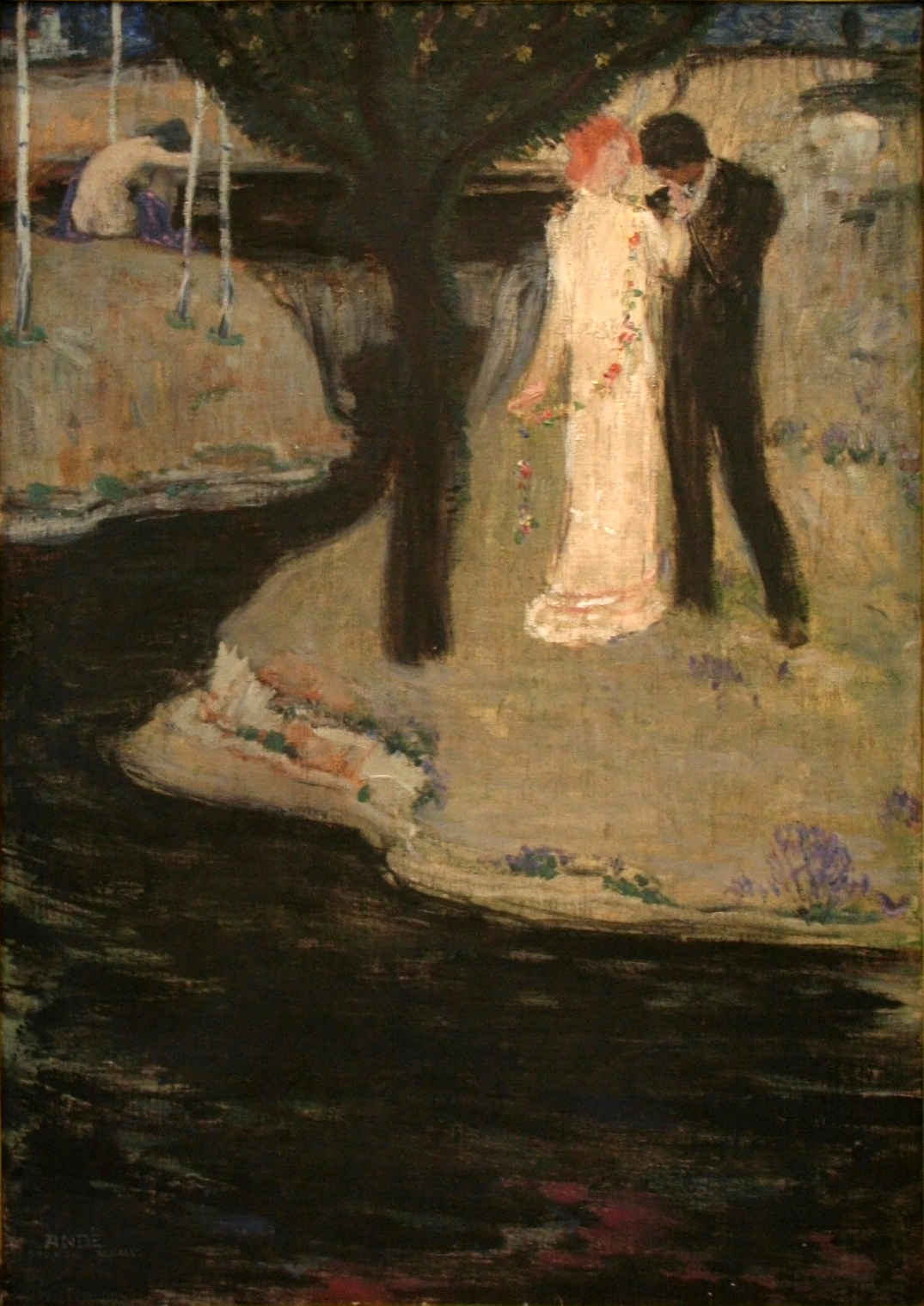
Geliefden
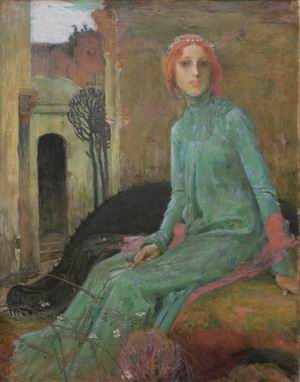
Portret
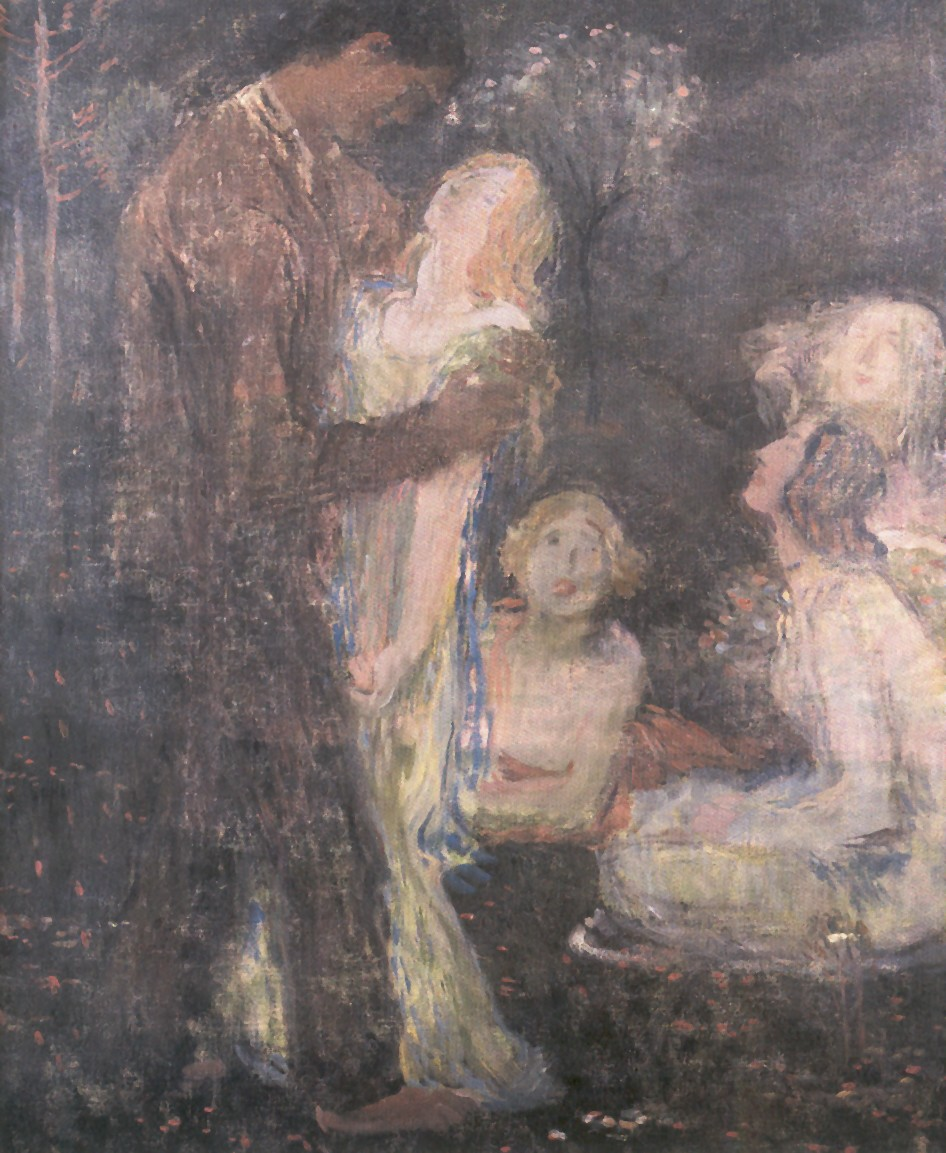
Verleiding